# 坎蒂尼
坎蒂尼（法語：Quintigny，法語發音：[kɛ̃tiɲi]）是法国汝拉省的一个市镇，位于该省中部偏西，属于隆斯勒索涅区。

## 地理
坎蒂尼（46°44'3"N, 5°31'32"E）面积3.65 平方千米，位于法国勃艮第-弗朗什-孔泰大區汝拉省，该省份为法国东部内陆省份，北起上索恩省，西北接科多尔省，西临索恩-卢瓦尔省，南至安省，东与杜省和瑞士接壤。
与坎蒂尼接壤的市镇（或旧市镇、城区）包括：莱图瓦勒、塞耶河畔吕费、阿尔莱。

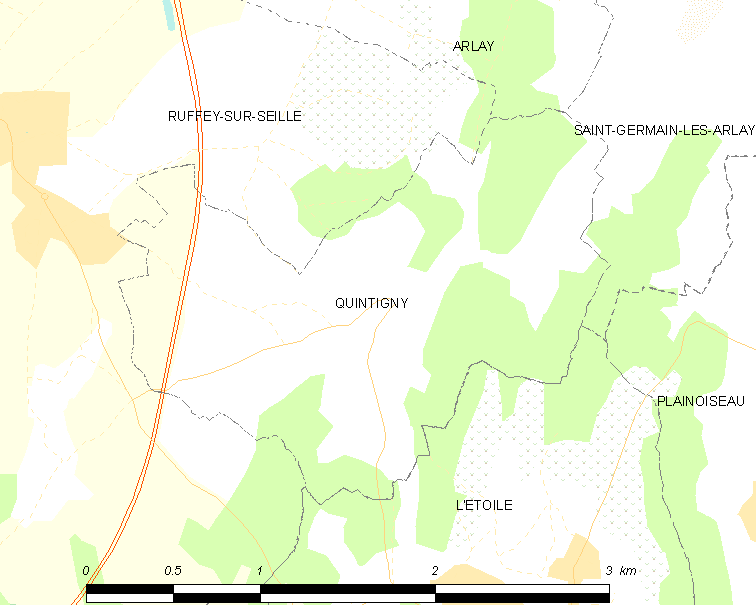
坎蒂尼的OSM定位图

坎蒂尼的时区为UTC+01:00、UTC+02:00（夏令时）。

## 行政
坎蒂尼的邮政编码为39570，INSEE市镇编码为39447。

## 政治
坎蒂尼所属的省级选区为布莱特朗县。

## 人口

1962-2008年间坎蒂尼人口变化图示

坎蒂尼于2022年1月1日时的人口数量为297人。